# Бабич, Михаил Павлович
Михаил Павлович Бабич (23 июля (4 августа) 1844, станица Нововеличковская,  Кубанская область — 18 октября 1918, близ Пятигорска) — русский военный и государственный деятель, генерал от инфантерии, военный губернатор Карсской области, начальник Кубанской области и наказный атаман Кубанского казачьего войска (1908—1917).

## Биография
Православный. Из дворянского рода Кубанского казачьего войска. Родился в станице Нововеличковской, в семье кубанского казака, героя Русско-турецкой и Кавказской войн, известного генерал-лейтенанта Павла Денисовича Бабыча (1801—1883). Брат Георгия Бабича.
Был отдан на воспитание в Михайловский Воронежский кадетский корпус.
В 1862 году направлен на строевую службу в Тарутинский 67-й пехотный полк.
В 1863 году принял участие в последних сражениях Кавказской войны, затем служил в различных войсковых частях. В 1864 году за отличие при взятии аула Сочи, юнкер Михаил Бабич получил свою первую награду — Георгиевский крест 4-й степени .
Участник русско-турецкой войны 1877—1878 гг. Отличился в боевых действиях в составе Эриванского отряда, за что получил чин капитана, в 1880—1881 годах сражался под командованием генерала М. Д. Скобелева во время Ахал-текинской экспедиции. Был удостоен орденов св. Александра Невского, Белого орла, св. Владимира 2-й и 3-й степени и многих других наград.
С 20 мая (1 июня) 1888 года по 21 февраля (5 марта) 1893 года был командиром 4-го пешего пластунского батальона Кубанского казачьего войска. С 21 февраля (5 марта) 1893 года — командир Новобаязетского резервного пехотного полка, с 23 августа (4 сентября) 1895 года — командир 156-го пехотного Елисаветпольского генерала князя Цицианова полка.
10 (22) мая 1897 года был переведён на родину и назначен атаманом Екатеринодарского отдела Кубанской области, с зачислением по Кубанскому казачьему войску.
С 6 (18) мая 1899 года — старший помощник начальника Кубанской области и наказного атамана Кубанского казачьего войска в чине генерал-майора.
1 (14) декабря 1906 года получил назначение на пост военного губернатора Карсской области, с зачислением по армейской пехоте. На этой должности находился до 3 (16) февраля 1908 года.
22 апреля (5 мая) 1907 года числившийся по армейской пехоте, военный губернатор Карсской области, генерал-майор М. П. Бабич был произведён в чин генерал-лейтенанта.
3 (16) февраля 1908 года назначен начальником Кубанской области и наказным атаманом Кубанского казачьего войска, с зачислением по Кубанскому казачьему войску.
17 (30) ноября 1914 года за безупречную 50-летнюю службу в офицерских чинах, начальник Кубанской области и наказный атаман Кубанского казачьего войска, генерал-лейтенант М. П. Бабич был произведён в чин генерала от инфантерии.
26 марта (8 апреля) 1917 года Временным правительством России был уволен от службы «согласно прошению, по расстроенному здоровью, с мундиром и пенсией».
Возвратился на жительство в Пятигорск. Считается, что тут он был арестован большевиками, вывезен в лес и у горы Бештау зарублен, вместе с группой заложников-бывших царских генералов, в том числе Н. В. Рузским, Р. Д. Радко-Дмитриевым и др. (однако его имени нет в списке заложников). По другим данным, зарублен красными под Кисловодском 7 августа 1918. В апреле 1919 года Бабич был перезахоронен в Екатеринодарском войсковом соборе.
Из всех бывших Кубанских Наказных атаманов Бабич был единственным потомственным кубанским казаком. На этом посту проявил себя опытным администратором, стремившимся поднять культурный и экономический уровень казачьего населения Кубани. При нём во много раз увеличилось число народных и военно-ремесленных школ, в станице Таманской была построена грязелечебница и воздвигнут памятник черноморским казакам, пионерам высадки 1792 года; в Екатеринодаре Бабич открыл школу прапорщиков для заслуженных казачьих подхорунжих, содействовал постройке Кубано-Черноморской и Армавиро-Туапсинской железных дорог. Являлся председателем комиссии по сооружению в Екатеринодаре памятника Екатерине II.

## Семья
- Сташевская, София Иосифовна (1871—1964) — супруга. Окончила Бакинское женское учебное заведение Святой Нины. Председатель Екатеринодарского отделения Российского общества Красного Креста и Кубанской общины сестер милосердия, почётный член Екатеринодарского отделения Императорского музыкального общества, почётная попечительница 1-й Екатеринодарской женской гимназии. В 1919 году с дочерьми иммигрировала в Константинополь, а затем в Лондон[1].
  - Бабич, Елена Михайловна (1899 — ?) — дочь[1].
  - Бабич, Екатерина Михайловна (1907—1960) — дочь[1].

## Награды
Российские:
- Георгиевский крест 4 ст. (1864);
- орден Святого Станислава 3 ст. (1873);
- орден Святой Анны 3 ст. с мечами и бантом (1878);
- орден Святого Станислава 2 ст. (1885);
- орден Святого Владимира 4 ст. (1889);
- орден Святой Анны 2 ст. (1892);
- орден Святого Владимира 3 ст. (1895);
- орден Святого Станислава 1 ст. (1905);
- орден Святой Анны 1 ст. (1908);
- орден Святого Владимира 2-й ст. (1911);
- орден Белого Орла (ВП 06.12.1914);
- орден Святого Александра Невского (ВП 6.12.1915).

Иностранные:
- персидский орден Льва и Солнца 2 ст. (1890).

## Память
В Краснодаре в честь атамана М. П. Бабыча названа улица.